# Pazardjik
Pazardjik (în bulgară Пазарджик) este un oraș în comuna Pazardjik, regiunea Pazardjik,  Bulgaria.

## Demografie
Componența etnică a orașului Pazardjik
     Turci (6,69%)
     Bulgari (79,65%)
     Romi (4,75%)
     Nicio identificare (8,44%)
     Altele (0,45%)
La recensământul din 2011, populația orașului Pazardjik era de 71.979 locuitori. Din punct de vedere etnic, majoritatea locuitorilor (79,65%) erau bulgari, existând și minorități de turci (6,69%) și romi (4,75%). Pentru 8,44% din locuitori nu este cunoscută apartenența etnică.